# يوليان ثيوبالد
يوليان ثيوبالد (بالألمانية: Julian Theobald)‏ هو سائق سباق ألماني، ولد في 11 نوفمبر 1984 في غيسن في ألمانيا.

## روابط خارجية
- يوليان ثيوبالد على موقع Racing-Reference.info (الإنجليزية)
- يوليان ثيوبالد على موقع DriverDB.com (الإنجليزية)